# Chresiona
Chresiona är ett släkte av spindlar. Chresiona ingår i familjen mörkerspindlar.
Kladogram enligt Catalogue of Life:
| Chresiona | \| \| Chresiona convexa \| \| \| \| \| \| Chresiona invalida \| \| \| \| \| \| Chresiona nigrosignata \| \| \| \| |
|           | \| \| Chresiona convexa \| \| \| \| \| \| Chresiona invalida \| \| \| \| \| \| Chresiona nigrosignata \| \| \| \| |
|           | Chresiona convexa                                                                                                 |
|           | |
|           | Chresiona invalida                                                                                                |
|           | |
|           | Chresiona nigrosignata                                                                                            |
|           | |